# Aspidopterys esquirolii
Aspidopterys esquirolii là một loài thực vật có hoa trong họ Malpighiaceae. Loài này được H.Lév. mô tả khoa học đầu tiên năm 1912.